# فابین باحال
فابین باحال (انگلیسی: Fabien Cool؛ زادهٔ ۲۹ اوت ۱۹۷۲) بازیکن فوتبال اهل فرانسه است.
از باشگاه‌هایی که در آن بازی کرده‌است می‌توان به باشگاه فوتبال اوسر اشاره کرد.